# Чичаг
Чичаг (Чиган) — река в России, протекает по Томскому и Кожевниковскому районам Томской области. Устье реки находится в 2738 км по правому берегу реки Обь, рядом с деревней Астраханцево. Длина реки составляет 18 км.

## Данные водного реестра
По данным государственного водного реестра России относится к Верхнеобскому бассейновому округу, водохозяйственный участок реки — Обь от Новосибирского гидроузла до впадения реки Чулым, без рек Иня и Томь, речной подбассейн реки — бассейны притоков (Верхней) Оби до впадения Томи. Речной бассейн реки — (Верхняя) Обь до впадения Иртыша.
Код объекта в государственном водном реестре — 13010200712115200007229.